# Armadillidium tabacarui
Armadillidium tabacarui là một loài chân đều trong họ Armadillidiidae. Loài này được Gruia, Iavorschi & Sarbu miêu tả khoa học năm 1994.